# Chamberlain (Uruguay)
Pour les articles homonymes, voir Chamberlain.
Chamberlain est une ville de l'Uruguay située dans le département de Tacuarembó. Sa population est de 51 habitants.

## Population
| Année | Population |
| ----- | ---------- |
| 1963  | 125        |
| 1975  | 133        |
| 1985  | 113        |
| 1996  | 91         |
| 2004  | 51         |

Référence,:

## Personnalités nées à Chamberlain
- Sara de Ibáñez, poetesse uruguayenne.